# Clásico cruceño
El clásico cruceño, también llamado superclásico cruceño, es el partido de fútbol en el que se enfrentan los dos equipos más laureados y populares de Santa Cruz; ambos pertenecientes a la ciudad de Santa Cruz de la Sierra: Blooming y Oriente Petrolero. Dicho duelo es uno de los más convocantes de Bolivia y muchos sostienen que es el clásico más apasionante e intenso del país.
Es reconocido como uno de los mejores clásicos del país debido a su intensidad y la pasión que expresan los aficionados tanto durante el desarrollo del partido como en la previa del mismo. Ambos clubes han protagonizado numerosos capítulos que han quedado marcados en la historia del deporte boliviano.
La revista británica FourFourTwo, llegó a catalogarlo como el cuadragésimo noveno derbi más sentido del mundo.

## Historia
Si bien se enfrentaban desde hacía bastante tiempo, en 1969 se produjo un incidente en un encuentro entre los dos equipos por el campeonato de la ACF entre los jugadores Silvio Rojas de Oriente y Erwin Frey de Blooming en el cual el argentino le produjo una fractura en el brazo del futbolista del cuadro celeste. Se cree que este altercado fue lo que dio origen a la rivalidad entre los dos equipos.
Para finales de los 70, Oriente Petrolero ya contaba con 2 campeonatos nacionales anuales, el de 1971 y el de 1979, los clubes eran 2 de los 4 equipos de la ciudad de Santa Cruz que jugaban en la Liga Profesional. Al principio, el clásico cruceño era entre Blooming y el club Destroyers, pero gracias a la obtención de varios títulos el Oriente Petrolero ganó mucha hinchada, mientras que la de Destroyers disminuyó bruscamente al no entrar a la Liga Profesional en el año 1977. 
- El primer "clásico" oficial de la Liga Profesional, terminó en empate, 1-1, el segundo, fue victoria para Oriente, el tercero y cuarto fueron para Blooming.

- Al llegar los ochenta creció aún más la rivalidad cuando Blooming obtuvo su primer título profesional en 1984.

- En 1985, se produjo algo que solo se vio una vez en la historia de la rivalidad entre celestes (Blooming) y albiverdes (Oriente Petrolero), por la Copa Libertadores de ese año, Blooming y Oriente Petrolero, estuvieron en el mismo grupo, en el que solo el primero de cada grupo avanzaba, Blooming fue el primero, con 5 PG - 1E - 0D - +16, mientras que Oriente Petrolero fue 2.º, con 3PG - 2E - 1D - +5. por lo que Blooming, se convertiría en el primer equipo cruceño y en el segundo boliviano, en avanzar a la siguiente fase de la Copa Libertadores de América, la Semifinal que se disputaba entre 3 clubes, los primeros de cada grupo (eran 5 grupos) más el último campeón, por lo tanto se armaban 2 grupos de a 3 equipos.
- En el campeonato clausura de 1986 se dio la única final de campeonato liguero en la cual se enfrentaron ambos equipos, el partido de ida lo ganó Oriente Petrolero por 3 a 0 y el de vuelta fue empate 1 a 1 haciendo un global de 4 a 1 dándole el campeonato nacional a Oriente Petrolero

## El Clásico de Antaño
Con el calificativo de «Clásico de Antaño» se hace referencia a los enfrentamientos entre los clubes Blooming y Destroyers. Este enfrentamiento fue considerado el primer clásico de la ciudad de Santa Cruz de la Sierra, debido a la popularidad y la rivalidad que mantenían estos dos equipos.
Dicha rivalidad deportiva nace en los años 40, durante la era amateur del fútbol boliviano. Además ambos clubes representaban a distintas clases sociales, pues Blooming representaba a la élite cruceña de la época, mientras que Destroyers a una barriada popular: la “Maquina Vieja”. Este hecho fomentó la rivalidad entre ambas aficiones, lo cual aumentaba el interés hacia los partidos entre la Maquina Vieja y la Academia.
Este encuentro se jugó con regularidad en la Asociación Cruceña de Fútbol, hasta que en 1977, Destroyers decidió rechazar su invitación para fundar la Liga del Fútbol Profesional Boliviano, por lealtad a la liga departamental de Santa Cruz.

### Balance de enfrentamientos
En esta tabla se resumen todos los encuentros disputados entre ambos equipos en todas las competiciones oficiales.
| Competición      | P.J. | Ganó BLO | P.E. | Ganó DES | G.BLO | G.DES |
| ---------------- | ---- | -------- | ---- | -------- | ----- | ----- |
| Primera Division | 66   | 34       | 16   | 16       | 124   | 81    |
| Total            | 66   | 34       | 16   | 16       | 124   | 81    |

(*) Los clásicos jugados en la asociación cruceña no se contabilizan en esta tabla, dado que no se tienen registros.

## Historial estadístico

### Balance de enfrentamientos
En esta tabla se resumen todos los encuentros disputados entre ambos equipos en todas las competiciones oficiales.
| Competición                    | P.J. | Ganó BLO | P.E. | Ganó ORP | G.BLO | G.ORP |
| ------------------------------ | ---- | -------- | ---- | -------- | ----- | ----- |
| Asociación Cruceña de Fútbol   | 47   | 11       | 12   | 24       | 73    | 104   |
| Total partidos regionales      | 47   | 11       | 12   | 24       | 73    | 104   |
| Primera Division               | 196  | 59       | 61   | 77       | 259   | 299   |
| Copa de la Liga                | 2    | 2        | 0    | 0        | 8     | 2     |
| Liguilla Pre-Sudamericana      | 2    | 1        | 1    | 0        | 3     | 2     |
| Play-Offs                      | 6    | 2        | 2    | 2        | 8     | 8     |
| Total partidos nacionales      | 206  | 64       | 63   | 79       | 278   | 311   |
| Copa Libertadores de América   | 2    | 1        | 1    | 0        | 2     | 1     |
| Total partidos internacionales | 2    | 1        | 1    | 0        | 2     | 1     |
| Total                          | 256  | 76       | 77   | 103      | 353   | 416   |

Se desconoce el número de encuentros amistosos disputados entre ambos equipos.

### Eliminaciones directas por torneos oficiales
A lo largo de la historia del clásico cruceño ambos clubes se han enfrentado en cinco partidos decisivos: una final y cuatro semifinales con un balance de cuatro victorias para los albiverdes frente a una sola victoria de los académicos.

#### Semifinales
| # | Torneo                | Resultados                                                               | Desenlace                   |
| - | --------------------- | ------------------------------------------------------------------------ | --------------------------- |
| 1 | Primera División 1979 | Blooming 2 - 4 Oriente / Oriente 1 - 2 Blooming / Blooming 1 - Oriente 2 | Clasificó Oriente Petrolero |
| 2 | Primera División 1983 | Oriente 0 - 0 Blooming / Blooming 0 - Oriente 1                          | Clasificó Oriente Petrolero |
| 3 | Primera División 1989 | Blooming 0 - 1 Oriente / Oriente 2 - Blooming 2                          | Clasificó Oriente Petrolero |
| 4 | Torneo Clausura 2009  | Oriente 3 - 2 Blooming / Blooming 1 - Oriente 0                          | Clasificó Blooming          |

#### Finales
Solamente en una oportunidad en el clásico cruceño se ha disputado una final para definir un campeón. Hubo que esperar hasta el Campeonato Nacional de 1986. Este fue el primer torneo que tendría dos campeonatos en el año y que definiría al campeón a través de una final entre los ganadores de ambos torneos (apertura y clausura). En el segundo torneo ambos equipos superaron la fase de grupos y los Cuadrangulares de Grupo. En semifinales Blooming eliminó a The Strongest, mientras que Oriente eliminaba al Bolívar.
De esta manera llegaron ambos equipos a la final del segundo torneo para definir al ganador que jugaría la final del campeonato contra The Strongest –vencedor del primer torneo–, el partido de ida lo ganó Oriente Petrolero por 3:0. El partido de vuelta término en empate 1:1 haciendo un global de 4 a 1 dándole el campeonato del torneo clausura a Oriente Petrolero.
La final del campeonato la disputaron The Strongest y Oriente Petrolero al ser ganadores de los Torneos Apertura y Clausura respectivamente. The Strongest resultó vencedor del campeonato.

## Historial de partidos

### Asociación Cruceña
Debido a la poca difusión de los encuentros por el ente organizador, no están contabilizados todos los enfrentamientos, debido al desconocimiento, por el momento, de las mismas.
| Torneo | Fecha                   | Local             | Resultado | Visitante         | Goles (L) | Goles (V)                          |
| ------ | ----------------------- | ----------------- | --------- | ----------------- | --- | ---------------------------------- |
| 1958   | 20 de julio de 1958     | Blooming          | 3-0       | Oriente Petrolero | Clovis López, Walter Aguilera (dos)                                                                                           |                                    |
| 1958   | 9 de octubre de 1958    | Oriente Petrolero | 0-3       | Blooming          | | Roberto Paz (dos), Walter Aguilera |
| 1961   | 30 de julio de 1961     | Oriente Petrolero | 8 - 2     | Blooming          | Freddy Chahín, Daniel Morón (x2), Tomás Hurtado, Walter Banegas (x4)                                                          | Otto León (x2)                     |
| 1961   | 10 de diciembre de 1961 | Blooming          | 0 - 1     | Oriente Petrolero | | Walter Banegas (83)                |
| 1973   | 20 de mayo de 1973      | Blooming          | 2 - 2     | Oriente Petrolero | José L. Moreno (10, 12) | René Taritolay (72, 87)            |
| 1973   | 8 de julio de 1973      | Oriente Petrolero | 6 - 0     | Blooming          | Luis F. do Santos (43), Eulalio Velozo (50), Wilson Herbas (64), Nemesio Leaños (68), Jesús Ribeiro (72), René Taritolay (88) |                                    |

### Primera División
En esta tabla se listan todos los encuentros por la primera división.
| N.°  | Torneo              | Jornada                  | Local             | Resultado | Visitante         | Fecha                    | Goles (L)                                                                                        | Goles (V)                                                                           |
| ---- | ------------------- | ------------------------ | ----------------- | --------- | ----------------- | ------------------------ | ------------------------------------------------------------------------------------------------ | ----------------------------------------------------------------------------------- |
| 1.   | 1967                | ----                     | Blooming          | 1 - 1     | Oriente Petrolero | 1967                     |                                                                                                  |                                                                                     |
| 2.   | 1967                | ----                     | Oriente Petrolero | 2 - 6     | Blooming          | 1967                     |                                                                                                  |                                                                                     |
| 3.   | 1976                | 1                        | Oriente Petrolero | 4 - 1     | Blooming          | 5 de diciembre de 1976   |                                                                                                  |                                                                                     |
| 4.   | 1976                | 8                        | Blooming          | 1 - 1     | Oriente Petrolero | 30 de diciembre de 1976  |                                                                                                  |                                                                                     |
| 5.   | 1978                | 5                        | Blooming          | 0 - 0     | Oriente Petrolero | 24 de agosto de 1978     |                                                                                                  |                                                                                     |
| 6.   | 1978                | 13                       | Oriente Petrolero | 3 - 1     | Blooming          | 22 de octubre de 1978    | Miguel Aguilar, Antonio Gottardi (x2)                                                            | Daniel Castro                                                                       |
| 7.   | 1978                | 1                        | Blooming          | 1 - 0     | Oriente Petrolero | 31 de diciembre de 1978  | Daniel Castro                                                                                    |                                                                                     |
| 8.   | 1978                | 6                        | Oriente Petrolero | 3 - 1     | Blooming          | 11 de enero de 1979      | Jorge Campos, Wilson Herbas, Estanilao Franco                                                    | Daniel Castro                                                                       |
| 9.   | 1979                | 4                        | Oriente Petrolero | 4 - 2     | Blooming          | 26 de agosto de 1979     | Estanislao Franco (27), Oscar Ramírez (58), Erwin Romero (67), René Taritolay (85)               | Silvio Rojas (40), Horacio Baldessari (73)                                          |
| 10.  | 1979                | 12                       | Blooming          | 2 - 0     | Oriente Petrolero | 25 de octubre de 1979    |                                                                                                  |                                                                                     |
| 11.  | 1979                | Semifinales              | Oriente Petrolero | 4 - 2     | Blooming          | 6 de marzo de 1980       |                                                                                                  |                                                                                     |
| 12.  | 1979                | Semifinales              | Blooming          | 2 - 1     | Oriente Petrolero | 9 de marzo de 1980       |                                                                                                  |                                                                                     |
| 13.  | 1979                | Semifinales              | Blooming          | 1 - 2     | Oriente Petrolero | 11 de marzo de 1980      |                                                                                                  |                                                                                     |
| 14.  | 1980                | 5                        | Oriente Petrolero | 3 - 3     | Blooming          | 8 de junio de 1980       |                                                                                                  |                                                                                     |
| 15.  | 1980                | 18                       | Blooming          | 0 - 0     | Oriente Petrolero | 26 de septiembre de 1980 |                                                                                                  |                                                                                     |
| 16.  | 1981                | Primera fase 6           | Blooming          | 0 - 4     | Oriente Petrolero | 11 de junio de 1981      |                                                                                                  |                                                                                     |
| 17.  | 1981                | Primera fase 19          | Oriente Petrolero | 0 - 0     | Blooming          | 17 de septiembre de 1981 |                                                                                                  |                                                                                     |
| 18.  | 1981                | Segunda fase 1           | Blooming          | 1 - 0     | Oriente Petrolero | 8 de noviembre de 1981   |                                                                                                  |                                                                                     |
| 19.  | 1981                | Segunda fase 4           | Oriente Petrolero | 2 - 3     | Blooming          | 29 de noviembre de 1981  |                                                                                                  |                                                                                     |
| 20.  | 1982                | Primera fase 2           | Blooming          | 1 - 1     | Oriente Petrolero | 11 de abril de 1982      |                                                                                                  |                                                                                     |
| 21.  | 1982                | Primera fase 15          | Oriente Petrolero | 0 - 1     | Blooming          | 12 de julio de 1982      |                                                                                                  |                                                                                     |
| 22.  | 1982                | Segunda fase 2           | Oriente Petrolero | 3 - 1     | Blooming          | 21 de octubre de 1982    |                                                                                                  |                                                                                     |
| 23.  | 1982                | Segunda fase 5           | Blooming          | 1 - 1     | Oriente Petrolero | 14 de noviembre de 1982  |                                                                                                  |                                                                                     |
| 24.  | 1983                | Primera fase 7           | Oriente Petrolero | 1 - 4     | Blooming          | 19 de mayo de 1983       |                                                                                                  |                                                                                     |
| 25.  | 1983                | Primera fase 20          | Blooming          | 1 - 1     | Oriente Petrolero | 28 de septiembre de 1983 |                                                                                                  |                                                                                     |
| 26.  | 1983                | Semifinales              | Oriente Petrolero | 0 - 0     | Blooming          | 4 de diciembre de 1983   |                                                                                                  |                                                                                     |
| 27.  | 1983                | Semifinales              | Blooming          | 0 - 1     | Oriente Petrolero | 8 de diciembre de 1983   |                                                                                                  |                                                                                     |
| 28.  | 1984                | Primera fase 1           | Blooming          | 6 - 3     | Oriente Petrolero | 8 de abril de 1984       | Juan Carlos Sánchez (11), Silvio Rojas (46, 66), Horacio Baldessari (58, 74), Roly Paniagua (59) | Víctor Hugo Antelo (16, 23 79)                                                      |
| 29.  | 1984                | Primera fase 14          | Oriente Petrolero | 1 - 0     | Blooming          | 22 de julio de 1984      |                                                                                                  |                                                                                     |
| 30.  | 1985                | 14                       | Blooming          | 1 - 1     | Oriente Petrolero | 22 de agosto de 1985     |                                                                                                  |                                                                                     |
| 31.  | 1985                | 29                       | Oriente Petrolero | 2 - 0     | Blooming          | 22 de diciembre de 1985  |                                                                                                  |                                                                                     |
| 32.  | 1986                | 7                        | Oriente Petrolero | 0 - 0     | Blooming          | 19 de mayo de 1986       |                                                                                                  |                                                                                     |
| 33.  | 1986                | 15                       | Blooming          | 1 - 3     | Oriente Petrolero | 3 de agosto de 1986      |                                                                                                  |                                                                                     |
| 34.  | 1986                | Segundo campeonato 4     | Oriente Petrolero | 0 - 0     | Blooming          | 20 de octubre de 1986    |                                                                                                  |                                                                                     |
| 35.  | 1986                | Segundo campeonato 12    | Blooming          | 1 - 1     | Oriente Petrolero | 14 de diciembre de 1986  |                                                                                                  |                                                                                     |
| 36.  | 1986                | Segundo campeonato 2     | Oriente Petrolero | 1 - 0     | Blooming          | 23 de enero de 1987      |                                                                                                  |                                                                                     |
| 37.  | 1986                | Segundo campeonato 5     | Blooming          | 3 - 0     | Oriente Petrolero | 15 de febrero de 1987    |                                                                                                  |                                                                                     |
| 38.  | 1986                | Segundo campeonato Final | Oriente Petrolero | 3 - 0     | Blooming          | 8 de marzo de 1987       | Célio Alves (29), Wilson Ávila (71) y Arturo García (81)                                         |                                                                                     |
| 39.  | 1986                | Segundo campeonato Final | Blooming          | 1 - 1     | Oriente Petrolero | 12 de marzo de 1987      | Gastón Taborga (54)                                                                              | Sebastião da Silva (83)                                                             |
| 40.  | 1987                | Primera fase 9           | Oriente Petrolero | 2 - 1     | Blooming          | 20 de septiembre de 1987 |                                                                                                  |                                                                                     |
| 41.  | 1987                | Primera fase 24          | Blooming          | 1 - 1     | Oriente Petrolero | 10 de enero de 1988      |                                                                                                  |                                                                                     |
| 42.  | 1987                | Segunda fase 3           | Blooming          | 3 - 3     | Oriente Petrolero | 20 de marzo de 1988      |                                                                                                  |                                                                                     |
| 43.  | 1987                | Segunda fase 6           | Oriente Petrolero | 1 - 3     | Blooming          | 10 de abril de 1988      |                                                                                                  |                                                                                     |
| 44.  | 1988                | Primera fase 13          | Blooming          | 1 - 0     | Oriente Petrolero | 9 de octubre de 1988     |                                                                                                  |                                                                                     |
| 45.  | 1988                | Primera fase 26          | Oriente Petrolero | 1 - 2     | Blooming          | 4 de diciembre de 1988   |                                                                                                  |                                                                                     |
| 46.  | 1988                | Segunda fase 2           | Oriente Petrolero | 1 - 0     | Blooming          | 14 de diciembre de 1988  |                                                                                                  |                                                                                     |
| 47.  | 1988                | Segunda fase 6           | Blooming          | 1 - 2     | Oriente Petrolero | 4 de enero de 1989       |                                                                                                  |                                                                                     |
| 48.  | 1989                | Primera fase 8           | Blooming          | 3 - 1     | Oriente Petrolero | 19 de abril de 1989      |                                                                                                  |                                                                                     |
| 49.  | 1989                | Primera fase 17          | Oriente Petrolero | 2 - 0     | Blooming          | 11 de junio de 1989      |                                                                                                  |                                                                                     |
| 50.  | 1989                | Segunda fase 4           | Blooming          | 0 - 0     | Oriente Petrolero | 25 de octubre de 1989    |                                                                                                  |                                                                                     |
| 51.  | 1989                | Segunda fase 10          | Oriente Petrolero | 3 - 1     | Blooming          | 4 de diciembre de 1989   |                                                                                                  |                                                                                     |
| 52.  | 1989                | Semifinales              | Blooming          | 0 - 1     | Oriente Petrolero | 14 de febrero de 1990    |                                                                                                  |                                                                                     |
| 53.  | 1989                | Semifinales              | Oriente Petrolero | 2 - 2     | Blooming          | 18 de febrero de 1990    |                                                                                                  |                                                                                     |
| 54.  | 1990                | Primera fase 4           | Oriente Petrolero | 2 - 1     | Blooming          | 7 de junio de 1990       |                                                                                                  |                                                                                     |
| 55.  | 1990                | Primera fase 11          | Blooming          | 1 - 1     | Oriente Petrolero | 5 de agosto de 1990      |                                                                                                  |                                                                                     |
| 56.  | 1990                | Segunda fase 2           | Blooming          | 1 - 1     | Oriente Petrolero | 18 de noviembre de 1990  |                                                                                                  |                                                                                     |
| 57.  | 1990                | Segunda fase 5           | Oriente Petrolero | 1 - 1     | Blooming          | 12 de diciembre de 1990  |                                                                                                  |                                                                                     |
| 58.  | 1991                | Primera fase 4           | Blooming          | 1 - 0     | Oriente Petrolero | 21 de abril de 1991      |                                                                                                  |                                                                                     |
| 59.  | 1991                | Primera fase 11          | Oriente Petrolero | 2 - 1     | Blooming          | 26 de mayo de 1991       |                                                                                                  |                                                                                     |
| 60.  | 1991                | Segunda fase 2           | Oriente Petrolero | 2 - 0     | Blooming          | 3 de octubre de 1991     |                                                                                                  |                                                                                     |
| 61.  | 1991                | Segunda fase 9           | Blooming          | 0 - 0     | Oriente Petrolero | 31 de octubre de 1991    |                                                                                                  |                                                                                     |
| 62.  | 1992                | Primera fase 2           | Oriente Petrolero | 0 - 1     | Blooming          | 23 de marzo de 1992      |                                                                                                  |                                                                                     |
| 63.  | 1992                | Primera fase 17          | Blooming          | 0 - 2     | Oriente Petrolero | 12 de julio de 1992      |                                                                                                  | Adhemir Méndez (15, 61)                                                             |
| 64.  | 1993                | Primera fase 5           | Oriente Petrolero | 4 - 0     | Blooming          | 26 de septiembre de 1993 |                                                                                                  |                                                                                     |
| 65.  | 1993                | Primera fase 10          | Blooming          | 1 - 1     | Oriente Petrolero | 31 de octubre de 1993    |                                                                                                  |                                                                                     |
| 66.  | 1993                | Hexagonal 1              | Oriente Petrolero | 3 - 3     | Blooming          | 12 de enero de 1994      |                                                                                                  |                                                                                     |
| 67.  | 1993                | Hexagonal 6              | Blooming          | 5 - 0     | Oriente Petrolero | 19 de enero de 1994      | Hebert Arandia (26, 52), Jaime Moreno (60, 62) y Juan Carlos Chávez (70)                         |                                                                                     |
| 68.  | 1994                | Apertura J-4             | Oriente Petrolero | 4 - 1     | Blooming          | 13 de marzo de 1994      |                                                                                                  |                                                                                     |
| 69.  | 1994                | Apertura J-10            | Blooming          | 0 - 1     | Oriente Petrolero | 23 de abril de 1994      |                                                                                                  |                                                                                     |
| 70.  | 1994                | Clausura J-4             | Blooming          | 0 - 0     | Oriente Petrolero | 18 de septiembre de 1994 |                                                                                                  |                                                                                     |
| 71.  | 1994                | Clausura J-10            | Oriente Petrolero | 1 - 0     | Blooming          | 28 de octubre de 1994    | William Ramallo (11)                                                                             |                                                                                     |
| 72.  | 1995                | Apertura J-4             | Blooming          | 2 - 3     | Oriente Petrolero | 26 de marzo de 1995      | Hebert Arandia, Roberto Pérez (e. c.)                                                            | José Luis Medrano, Roberto Pérez y Jason Rodrigues                                  |
| 73.  | 1995                | Apertura J-7             | Oriente Petrolero | 2 - 1     | Blooming          | 16 de abril de 1995      | Roberto Pérez (x2)                                                                               | Juan Carlos Chávez                                                                  |
| 74.  | 1995                | Apertura J-11            | Oriente Petrolero | 3 - 1     | Blooming          | 21 de mayo de 1995       | Jason Rodrigues, Marciano Saldías y Sebastião da Silva                                           | Diego Goyoaga                                                                       |
| 75.  | 1995                | Apertura J-14            | Blooming          | 1 - 1     | Oriente Petrolero | 4 de junio de 1995       | A. Flores                                                                                        | Jefferson Gottardi                                                                  |
| 76.  | 1995                | Clausura J-4             | Blooming          | 0 - 1     | Oriente Petrolero | 6 de septiembre de 1995  |                                                                                                  | Roberto Pérez                                                                       |
| 77.  | 1995                | Clausura J-7             | Oriente Petrolero | 5 - 1     | Blooming          | 27 de septiembre de 1995 | Milton Coimbra, Jefferson Gottardi, Roberto Pérez y Jason Rodrigues (x2)                         | Raúl Gutiérrez                                                                      |
| 78.  | 1995                | Clausura J-11            | Blooming          | 1 - 1     | Oriente Petrolero | 21 de octubre de 1995    | Diego Goyoaga                                                                                    | Gustavo Merlo                                                                       |
| 79.  | 1995                | Clausura J-14            | Oriente Petrolero | 1 - 0     | Blooming          | 18 de noviembre de 1995  | Gustavo Merlo                                                                                    |                                                                                     |
| 80.  | 1997                | Apertura J-4             | Oriente Petrolero | 1 - 2     | Blooming          | 8 de marzo de 1997       | Roly Paniagua                                                                                    | Víctor Hugo Antelo y Herland Sánchez                                                |
| 81.  | 1997                | Apertura J-9             | Blooming          | 2 - 2     | Oriente Petrolero | 27 de abril de 1997      | Limberg Gutiérrez (x2)                                                                           | José Peña y Henry Vaca Rivero                                                       |
| 82.  | 1997                | Clausura J-4             | Blooming          | 0 - 0     | Oriente Petrolero | 24 de agosto de 1997     |                                                                                                  |                                                                                     |
| 83.  | 1997                | Clausura J-10            | Oriente Petrolero | 3 - 2     | Blooming          | 19 de octubre de 1997    | Ronald Arana, Roly Paniagua y Milton Coimbra                                                     | Víctor Hugo Antelo y Limberg Gutiérrez                                              |
| 84.  | 1997                | Clausura Hexagonal J-3   | Oriente Petrolero | 1 - 2     | Blooming          | 23 de noviembre de 1997  | Roly Paniagua (31)                                                                               | Marcelo Angulo (19) y Víctor Hugo Antelo (23)                                       |
| 85.  | 1997                | Clausura Hexagonal J-8   | Blooming          | 2 - 5     | Oriente Petrolero | 14 de diciembre de 1997  | Limberg Gutiérrez (13) y Rubén Tufiño (87)                                                       | Roly Paniagua (8, 63), Raúl Medeiros (66), Milton Coimbra (71) y Ismael Britez (77) |
| 86.  | 1998                | Apertura J-9             | Blooming          | 2 - 3     | Oriente Petrolero | 26 de abril de 1998      | Limberg Gutiérrez y Hebert Arandia                                                               | Cléver Méndez, Guillermo Álvaro Peña y Ferdy Apuri                                  |
| 87.  | 1998                | Apertura J-20            | Oriente Petrolero | 2 - 1     | Blooming          | 9 de agosto de 1998      | Osvaldo Ozzán y Gustavo Romanello                                                                | Víctor Hugo Antelo                                                                  |
| 88.  | 1998                | Clausura J-4             | Blooming          | 0 - 0     | Oriente Petrolero | 13 de septiembre de 1998 |                                                                                                  |                                                                                     |
| 89.  | 1998                | Clausura J-10            | Oriente Petrolero | 1 - 1     | Blooming          | 18 de octubre de 1998    | Osvaldo Ozzán                                                                                    | Roly Paniagua                                                                       |
| 90.  | 1999                | Apertura J-9             | Blooming          | 1 - 0     | Oriente Petrolero | 21 de marzo de 1999      | Limberg Gutiérrez                                                                                |                                                                                     |
| 91.  | 1999                | Apertura J-20            | Oriente Petrolero | 0 - 3     | Blooming          | 23 de mayo de 1999       |                                                                                                  | Limberg Gutiérrez, Víctor Hugo Antelo y Raúl Justiniano                             |
| 92.  | 1999                | Clausura J-4             | Oriente Petrolero | 0 - 0     | Blooming          | 22 de agosto de 1999     |                                                                                                  |                                                                                     |
| 93.  | 1999                | Clausura J-10            | Blooming          | 1 - 1     | Oriente Petrolero | 3 de octubre de 1999     | Raúl Gutiérrez                                                                                   | Richard Uriona                                                                      |
| 94.  | 2000                | Apertura J-7             | Oriente Petrolero | 0 - 0     | Blooming          | 2 de abril de 2000       |                                                                                                  |                                                                                     |
| 95.  | 2000                | Apertura J-18            | Blooming          | 0 - 0     | Oriente Petrolero | 24 de mayo de 2000       |                                                                                                  |                                                                                     |
| 96.  | 2000                | Clausura J-5             | Oriente Petrolero | 3 - 1     | Blooming          | 10 de septiembre de 2000 | Miguel Abrigo, Roger Suárez y Martín Menacho                                                     | José Loayza                                                                         |
| 97.  | 2000                | Clausura J-16            | Blooming          | 3 - 2     | Oriente Petrolero | 19 de noviembre de 2000  | Sergio João, Marcos Aguilera y Diego Cabrera                                                     | Roger Suárez y Milton Coimbra                                                       |
| 98.  | 2001                | Apertura J-8             | Oriente Petrolero | 2 - 2     | Blooming          | 15 de abril de 2001      | Alfredo Castillo y Milton Coimbra                                                                | Percy Gil y Diego Cabrera                                                           |
| 99.  | 2001                | Apertura J-18            | Blooming          | 1 - 0     | Oriente Petrolero | 10 de junio de 2001      | Diego Cabrera                                                                                    |                                                                                     |
| 100. | 2001                | Clausura J-4             | Blooming          | 1 - 0     | Oriente Petrolero | 2 de septiembre de 2001  | Diego Cabrera                                                                                    |                                                                                     |
| 101. | 2001                | Clausura J-10            | Oriente Petrolero | 2 - 0     | Blooming          | 16 de septiembre de 2001 | Roberto Tórrez y Rolando Campos                                                                  |                                                                                     |
| 102. | 2002                | Apertura J-4             | Blooming          | 2 - 4     | Oriente Petrolero | 17 de marzo de 2002      | Raúl Gutiérrez y Edú Monteiro                                                                    | Alfredo Jara, Alfredo Castillo (x2) y Raúl Justiniano                               |
| 103. | 2002                | Apertura J-15            | Oriente Petrolero | 0 - 2     | Blooming          | 2 de junio de 2002       |                                                                                                  | Marcelo Ceballos y Renny Ribera                                                     |
| 104. | 2002                | Clasura J-4              | Oriente Petrolero | 2 - 4     | Blooming          | 18 de agosto de 2002     | Miguel Hoyos y Líder Paz                                                                         | Marcelo Ceballos, Raúl Gutiérrez, Carlos Suárez y A. Niño de Guzmán                 |
| 105. | 2002                | Clausura J-15            | Blooming          | 1 - 2     | Oriente Petrolero | 20 de octubre de 2002    | Limberg Gutiérrez                                                                                | Roger Suárez y Alfredo Castillo                                                     |
| 106. | Apertura 2003       | 7                        | Oriente Petrolero | 2 - 2     | Blooming          | 20 de abril de 2003      | Claudio Biaggio (64) y Roger Suárez (74)                                                         | Raúl Gutiérrez (71) y Ariel Mangiantini (82)                                        |
| 107. | Apertura 2003       | 18                       | Blooming          | 1 - 2     | Oriente Petrolero | 29 de mayo de 2003       | Alejandro Gómez (90)                                                                             | Raúl Justiniano (21) y Fabio Giménez (74)                                           |
| 108. | Clausura 2003       | 5                        | Blooming          | 1 - 2     | Oriente Petrolero | 21 de septiembre de 2003 | Eduardo Iachetti (37)                                                                            | Juan Carlos Arce (20) y Francisco Ferreira (50)                                     |
| 109  | Clausura 2003       | 9                        | Oriente Petrolero | 1 - 1     | Blooming          | 5 de octubre de 2003     | Roger Suárez (62)                                                                                | Christian Reynaldo (87)                                                             |
| 110. | Clausura 2003       | Liguilla J-2             | Oriente Petrolero | 1 - 2     | Blooming          | 2 de noviembre de 2003   | Roger Suárez (1)                                                                                 | Christian Reynaldo (19), Alejandro Gómez (75)                                       |
| 111. | Clausura 2003       | Liguilla J-5             | Blooming          | 1 - 3     | Oriente Petrolero | 26 de noviembre de 2003  | Carlos Suárez 25                                                                                 | Francisco Ferreira (46, 49) y Federico Astudillo 52                                 |
| 112. | Apertura 2004       | 2                        | Blooming          | 1 - 1     | Oriente Petrolero | 23 de mayo de 2004       | Jorge Ortiz (72)                                                                                 | Murilo Casagrande (76)                                                              |
| 113. | Apertura 2004       | 13                       | Oriente Petrolero | 4 - 2     | Blooming          | 6 de junio de 2004       | Federico Astudillo (30, 76), Richard Uriona (37) y Rolando Campos (72)                           | Christian Reynaldo (64) y Raúl Gutiérrez (81)                                       |
| 114. | Clausura 2004       | 4                        | Blooming          | 1 - 1     | Oriente Petrolero | 15 de agosto de 2004     | Eduardo Iachetti (59)                                                                            | Augusto Andaveris (32)                                                              |
| 115. | Clausura 2004       | 9                        | Oriente Petrolero | 1 - 3     | Blooming          | 19 de septiembre de 2004 | Erwin Sánchez (90)                                                                               | Pablo Salinas (7, 67) y Dimas da Silva 19                                           |
| 116. | Clausura 2004       | Liguilla J-2             | Blooming          | 1 - 2     | Oriente Petrolero | 24 de octubre de 2004    | Gualberto Mojica (62)                                                                            | Augusto Andaveris (34) y Erwin Sánchez (56)                                         |
| 117. | Clausura 2004       | Liguilla J-10            | Oriente Petrolero | 2 - 0     | Blooming          | 4 de diciembre de 2004   | Lorgio Álvarez (37) y Celso Modesto Pereira (80)                                                 |                                                                                     |
| 118. | Adecuación 2005     | 2                        | Blooming          | 2 - 1     | Oriente Petrolero | 14 de marzo de 2005      | Eduardo Iachetti (9) y Darwin Peña (62)                                                          | Ronald García (36)                                                                  |
| 119. | Adecuación 2005     | 13                       | Oriente Petrolero | 4 - 2     | Blooming          | 29 de mayo de 2005       | Carlos Villagra (28, 50), Oscar Espínola (46) y Ronald García (66)                               | Dimas da Silva 38 y Vanderlei dos Santos (80)                                       |
| 120. | Apertura 2005       | 4                        | Oriente Petrolero | 1 - 1     | Blooming          | 18 de septiembre de 2005 | Juan Carlos Arce (68)                                                                            | Jorge Flavio Zapata (30)                                                            |
| 121. | Apertura 2005       | 8                        | Blooming          | 2 - 1     | Oriente Petrolero | 23 de octubre de 2005    | Joselito Vaca (74) y Gualberto Mojica (86)                                                       | Juan Carlos Arce (12)                                                               |
| 122. | Apertura 2005       | Hexagonal J-3            | Blooming          | 1 - 0     | Oriente Petrolero | 20 de noviembre de 2005  | Dimas da Silva (49)                                                                              |                                                                                     |
| 123. | Apertura 2005       | Hexagonal J-7            | Oriente Petrolero | 3 - 1     | Blooming          | 4 de diciembre de 2005   | Murilo Casagrande (1), Eduardo Melgar (28) y Carlos Alberto Duran (77)                           | Joselito Vaca (21)                                                                  |
| 124. | Clausura 2006       | 9                        | Oriente Petrolero | 1 - 4     | Blooming          | 13 de abril de 2006      | Alfredo Castillo (81)                                                                            | Gualberto Mojica (34, 40, 59) y Dimas da Silva (49)                                 |
| 125  | Clausura 2006       | 20                       | Blooming          | 1 - 1     | Oriente Petrolero | 28 de mayo de 2006       | Dimas da Silva (3)                                                                               | Carlos Saucedo (39)                                                                 |
| 126. | Segundo Torneo 2006 | 4                        | Oriente Petrolero | 4 - 1     | Blooming          | 13 de agosto de 2006     | Carlos Saucedo (16, 64), Thiago Leitão (41) y Juan Carlos Arce (73)                              | Eduardo Escobar (84)                                                                |
| 127. | Segundo Torneo 2006 | 9                        | Blooming          | 1 - 1     | Oriente Petrolero | 17 de septiembre de 2006 | Dimas da Silva (59)                                                                              | Pablo Zeballos (90)                                                                 |
| 128. | Segundo Torneo 2006 | Hexagonal J-3            | Blooming          | 1 - 1     | Oriente Petrolero | 22 de octubre de 2006    | Alexandre de Oliveira da Silva (86)                                                              | Martín Palavicini (70)                                                              |
| 129. | Segundo Torneo 2006 | Hexagonal J-6            | Oriente Petrolero | 1 - 1     | Blooming          | 5 de noviembre de 2006   | Pablo Zeballos (47)                                                                              | Alexandre de Oliveira da Silva (54)                                                 |
| 130. | Apertura 2007       | 7                        | Blooming          | 2 - 1     | Oriente Petrolero | 8 de abril de 2007       | Limberg Gutiérrez (58) y Hernán Boyero (90)                                                      | Regis de Souza (51)                                                                 |
| 131. | Apertura 2007       | 18                       | Oriente Petrolero | 2 - 0     | Blooming          | 31 de mayo de 2007       | Alfredo Castillo (42) y Marcelo Aguirre (62)                                                     |                                                                                     |
| 132. | Clausura 2007       | 4                        | Blooming          | 2 - 1     | Oriente Petrolero | 12 de agosto de 2007     | Alexandre de Oliveira da Silva (22) y Joselito Vaca (77)                                         | Martín Palavicini (9)                                                               |
| 133. | Clausura 2007       | 10                       | Oriente Petrolero | 1 - 2     | Blooming          | 24 de septiembre de 2007 | José Loayza (68)                                                                                 | Hernán Boyero (72) y Alejandro Schiapparelli (77)                                   |
| 134. | Apertura 2008       | 7                        | Blooming          | 4 - 3     | Oriente Petrolero | 6 de abril de 2008       | Gualberto Mojica (13, 21), Alejandro Schiapparelli (17) y Anderson Gonzaga (26)                  | Andrés Jiménez (7) y Juan Maraude (14, 47)                                          |
| 135. | Apertura 2008       | 18                       | Oriente Petrolero | 2 - 1     | Blooming          | 22 de junio de 2007      | Miguel Ángel Hoyos (67) y Juan Maraude (72)                                                      | Hernán Boyero (41)                                                                  |
| 136. | Clausura 2008       | 3                        | Oriente Petrolero | 2 - 0     | Blooming          | 17 de agosto de 2008     | Jean Carlos Carvalho (42) y Ronald Rea (58)                                                      |                                                                                     |
| 137. | Clausura 2008       | 7                        | Blooming          | 2 - 0     | Oriente Petrolero | 21 de septiembre de 2008 | Joselito Vaca (46) y Alejandro Gómez (57)                                                        |                                                                                     |
| 138. | Apertura 2009       | 4                        | Blooming          | 2 - 0     | Oriente Petrolero | 8 de marzo de 2009       | Alejandro Gómez (60) y Carlos Sabja (78)                                                         |                                                                                     |
| 139. | Apertura 2009       | 15                       | Oriente Petrolero | 2 - 0     | Blooming          | 24 de mayo de 2009       | Juan Carlos Arce (38) y Joselito Vaca (90+2)                                                     |                                                                                     |
| 140. | Clausura 2009       | 4                        | Blooming          | 1 - 1     | Oriente Petrolero | 2 de agosto de 2009      | Alejandro Gómez (75)                                                                             | Marcelo Aguirre (49)                                                                |
| 141. | Clausura 2009       | 8                        | Oriente Petrolero | 2 - 2     | Blooming          | 23 de agosto de 2009     | Jhasmani Campos (8) y Leonardo Medina (37)                                                       | Fabricio Brandão (51) y Hernán Boyero (88)                                          |
| 142. | Clausura 2009       | Semifinales              | Oriente Petrolero | 3 - 2     | Blooming          | 27 de septiembre de 2009 | Luis Méndez (17) y Alcides Peña (60, 81)                                                         | Damián Akerman (33) y Roger Suárez (76)                                             |
| 143. | Clausura 2009       | Semifinales              | Blooming          | 1 - 0     | Oriente Petrolero | 30 de septiembre de 2009 | Damián Akerman                                                                                   |                                                                                     |
| 144. | Apertura 2010       | 5                        | Oriente Petrolero | 2 - 0     | Blooming          | 28 de marzo de 2010      | Gilberto Palacios (44) y Miguel Ángel Hoyos (46)                                                 |                                                                                     |
| 145. | Apertura 2010       | 9                        | Blooming          | 1 - 0     | Oriente Petrolero | 25 de abril de 2010      | Alfredo Castillo (32)                                                                            |                                                                                     |
| 146. | Clausura 2010       | 9                        | Oriente Petrolero | 1 - 0     | Blooming          | 12 de septiembre de 2010 | Danilo Peinado (62)                                                                              |                                                                                     |
| 147. | Clausura 2010       | 20                       | Blooming          | 1 - 0     | Oriente Petrolero | 13 de octubre de 2010    | Hernán Boyero (57)                                                                               |                                                                                     |
| 148. | Adecuación 2011     | 4                        | Blooming          | 0 - 2     | Oriente Petrolero | 6 de febrero de 2011     |                                                                                                  | Mauricio Saucedo (24) y Marcelo Aguirre (82)                                        |
| 149. | Adecuación 2011     | 15                       | Oriente Petrolero | 1 - 2     | Blooming          | 24 de abril de 2011      | Mauricio Saucedo (6)                                                                             | Óscar Díaz (31) y Hernán Boyero (45+3)                                              |
| 150. | Apertura 2011       | 4                        | Oriente Petrolero | 1 - 1     | Blooming          | 18 se septiembre de 2011 | Marcelo Aguirre (86)                                                                             | Alejandro Gómez (41)                                                                |
| 151. | Apertura 2011       | 8                        | Blooming          | 1 - 2     | Oriente Petrolero | 30 de octubre de 2011    | Sebastián Molina (68)                                                                            | Gualberto Mojica (44) y Alejandro Meleán (90)                                       |
| 152. | Clausura 2012       | 7                        | Oriente Petrolero | 2 - 0     | Blooming          | 4 de marzo de 2012       | Alcides Peña (14) y Gualberto Mojica (40)                                                        |                                                                                     |
| 153. | Clausura 2012       | 18                       | Blooming          | 2 - 2     | Oriente Petrolero | 29 de abril de 2012      | Hernán Boyero (30) y Lisandro Sacripanti (33)                                                    | Marcelo Aguirre (6) y Gualberto Mojica (18)                                         |
| 154. | Apertura 2012       | 7                        | Blooming          | 1 - 1     | Oriente Petrolero | 26 de agosto de 2012     | Hugo Bargas (47)                                                                                 | Fernando Saucedo (44)                                                               |
| 155. | Apertura 2012       | 18                       | Oriente Petrolero | 3 - 0     | Blooming          | 25 de noviembre de 2012  | Alejandro Meleán (17), Gualberto Mojica (37) y David Díaz (e. c.) (65)                           |                                                                                     |
| 156. | Clausura 2013       | 11                       | Oriente Petrolero | 3 - 2     | Blooming          | 10 de marzo de 2013      | Miguel Ángel Hoyos (5, 56) y Wilder Zabala 40                                                    | Hugo Bargas (19, 45)                                                                |
| 157. | Clausura 2013       | 17                       | Blooming          | 2 - 2     | Oriente Petrolero | 28 se abril de 2013      | Hugo Bargas (29) y Hernán Boyero (67)                                                            | Danilo Carando (34) y Miguel Ángel Hoyos (73)                                       |
| 158. | Apertura 2013       | 7                        | Oriente Petrolero | 1 - 0     | Blooming          | 29 de agosto de 2013     | Miguel Ángel Hoyos (5)                                                                           |                                                                                     |
| 159. | Apertura 2013       | 18                       | Blooming          | 1 - 3     | Oriente Petrolero | 27 de noviembre de 2013  | Joselito Vaca (23)                                                                               | Alcides Peña (14, 16) y Miguel Ángel Hoyos (48)                                     |
| 160. | Clausura 2014       | 7                        | Blooming          | 2 - 3     | Oriente Petrolero | 23 de febrero de 2014    | Sergio Almirón (7, 58)                                                                           | Juan Quero (9), Gualberto Mojica (38) y Ronald Raldes (91)                          |
| 161. | Clausura 2014       | 18                       | Oriente Petrolero | 4 - 3     | Blooming          | 4 de mayo de 2014        | Alejandro Meleán (46), Gualberto Mojica (57, 67) y Alcides Peña (73)                             | Sergio Almirón (13), Alejandro Gómez (45) y Pablo Salinas (87)                      |
| 162. | Apertura 2014       | 4                        | Oriente Petrolero | 2 - 0     | Blooming          | 31 de agosto de 2014     | Alejandro Meleán (23) y Thiago dos Santos (79)                                                   |                                                                                     |
| 163. | Apertura 2014       | 18                       | Blooming          | 3 - 2     | Oriente Petrolero | 23 de noviembre de 2014  | Pablo Salinas (53, 85) y Martín Minadevino (90+2)                                                | Gualberto Mojica (14, 23)                                                           |
| 164. | Clausura 2015       | 7                        | Oriente Petrolero | 1 - 0     | Blooming          | 25 de febrero de 2015    | Yasmani Duk (29)                                                                                 |                                                                                     |
| 165. | Clausura 2015       | 18                       | Blooming          | 2 - 1     | Oriente Petrolero | 26 de abril de 2015      | Hugo Bargas (28, 36)                                                                             | Thiago dos Santos (39)                                                              |
| 166. | Apertura 2015       | 9                        | Blooming          | 1 - 1     | Oriente Petrolero | 27 de septiembre de 2015 | Roly Sejas (87)                                                                                  | Thiago dos Santos (90+9)                                                            |
| 167. | Apertura 2015       | 20                       | Oriente Petrolero | 4 - 2     | Blooming          | 13 de diciembre de 2015  | Sergio Almirón (5, 29, 42) y Alan Mercado (73)                                                   | Pablo Salinas (56) y Carlos Saucedo (86)                                            |
| 168. | Clausura 2016       | 10                       | Oriente Petrolero | 0 - 2     | Blooming          | 3 de abril de 2016       |                                                                                                  | Leandro Ferreira (45) y Pablo Salinas (74)                                          |
| 169. | Clausura 2016       | 20                       | Blooming          | 1 - 1     | Oriente Petrolero | 15 de mayo de 2016       | Miguel Hurtado (90+2)                                                                            | Alcides Peña (18)                                                                   |
| 170. | Apertura 2016       | 7                        | Oriente Petrolero | 3 - 1     | Blooming          | 25 de septiembre de 2016 | Maximiliano Freitas (11), Ronald Raldes (16) y Gonzalo Sena (42)                                 | Pablo Salinas (90)                                                                  |
| 171. | Apertura 2016       | 14                       | Blooming          | 3 - 0     | Oriente Petrolero | 2 de noviembre de 2016   | João Paulo Sales (13), Mario Cuéllar (20) y José Sagredo (40)                                    |                                                                                     |
| 172. | Apertura 2017       | 7                        | Oriente Petrolero | 2 - 3     | Blooming          | 12 de marzo de 2017      | José Alí Meza (55), Pedro Azogue (58)                                                            | César Pereyra (45+2, 77), Roly Sejas (90)                                           |
| 173. | Apertura 2017       | 13                       | Blooming          | 0 - 3     | Oriente Petrolero | 30 de abril de 2017      |                                                                                                  | Pedro Azogue (6), José Alí Meza (39) y Carmelo Algarañaz (74)                       |
| 174. | Clausura 2017       | 4                        | Oriente Petrolero | 0 - 0     | Blooming          | 13 de agosto de 2017     |                                                                                                  |                                                                                     |
| 175. | Clausura 2017       | 15                       | Blooming          | 2 - 2     | Oriente Petrolero | 5 de noviembre de 2017   | Leonardo Vaca (51) y Pablo De Miranda (90+2)                                                     | Luis Haquín 1 y José Alí Meza (87)                                                  |
| 176. | Apertura 2018       | 3                        | Blooming          | 1 - 1     | Oriente Petrolero | 1 de marzo de 2018       | Christian Latorre (75)                                                                           | Luis Haquín (13)                                                                    |
| 177. | Apertura 2018       | 10                       | Oriente Petrolero | 1 - 2     | Blooming          | 1 de abril de 2018       | Ronaldo Sánchez (64)                                                                             | Leonardo Vaca (85) y Joselito Vaca (90+4)                                           |
| 178. | Clausura 2018       | 5                        | Oriente Petrolero | 0 - 3     | Blooming          | 5 de agosto de 2018      |                                                                                                  | Paul Arano (31), Leonardo Vaca (63) y Luis José Vargas (81)                         |
| 179. | Clausura 2018       | 18                       | Blooming          | 2 - 0     | Oriente Petrolero | 4 de noviembre de 2018   | Paul Arano (8, 79)                                                                               |                                                                                     |
| 180. | Apertura 2019       | 10                       | Oriente Petrolero | 0 - 1     | Blooming          | 1 de marzo de 2019       |                                                                                                  | Paul Arano (83)                                                                     |
| 181. | Apertura 2019       | 23                       | Blooming          | 3 - 2     | Oriente Petrolero | 12 de mayo de 2019       | Rafinha (34), Roberto Fernández (71) y Paul Arano (90+1)                                         | Mauricio Sperduti (38) y Julio Pérez (82)                                           |
| 182. | Clausura 2019       | 5                        | Blooming          | 2 - 1     | Oriente Petrolero | 4 de agosto de 2019      | César Menacho (47, 81)                                                                           | Pablo Ruiz (90+4)                                                                   |
| 183. | Clausura 2019       | 18                       | Oriente Petrolero | 2 - 1     | Blooming          | 1 de diciembre de 2019   | John García (3) y Lucas Mugni (77)                                                               | César Menacho (90+5)                                                                |
| 184. | Apertura 2020       | 5                        | Blooming          | 3 - 1     | Oriente Petrolero | 9 de febrero de 2020     | César Menacho (23), Jesús Sagredo (67), José Andrés Veizaga (90+3)                               | Marco Bueno (56)                                                                    |
| 185. | Apertura 2020       | 18                       | Oriente Petrolero | 1 - 0     | Blooming          | 12 de diciembre de 2020  | Norberto Palmieri (29)                                                                           |                                                                                     |
| 186. | 2021                | 9                        | Oriente Petrolero | 3 - 0     | Blooming          | 18 de julio de 2021      | Alexis Ribera (67), Walter Rioja (e. c.) (84) y Henry Vaca (90+4)                                |                                                                                     |
| 187. | 2021                | 24                       | Blooming          | 1 - 1     | Oriente Petrolero | 27 de octubre de 2021    | Rafinha (90+5)                                                                                   | Hugo Dorrego (13)                                                                   |
| 188. | Apertura 2022       | 6                        | Oriente Petrolero | 1 - 2     | Blooming          | 12 de marzo de 2022      | Hugo Dorrego (72)                                                                                | Fernando Arismendi (6) y Jefferson Tavares (90+2)                                   |
| 189. | Apertura 2022       | 13                       | Blooming          | 1 - 2     | Oriente Petrolero | 8 de mayo de 2022        | Fernando Arismendi (45+3)                                                                        | Facundo Suárez (20) y Hugo Dorrego (38)                                             |
| 190. | Clausura 2022       | 4                        | Blooming          | 2 - 2     | Oriente Petrolero | 17 de julio de 2022      | Fernando Arismendi (24) y Julio Herrera (45+18)                                                  | Facundo Suárez (34) y Hugo Dorrego (61)                                             |
| 191. | Clausura 2022       | 19                       | Oriente Petrolero | 1 - 0     | Blooming          | 2 de octubre de 2022     | Jorge Correa (90+5)                                                                              |                                                                                     |
| 192. | 2023                | 12                       | Oriente Petrolero | 1 - 1     | Blooming          | 7 de mayo de 2023        | Leonardo Villagra (82)                                                                           | Gastón Rodríguez (90+12)                                                            |
| 193. | 2023                | 29                       | Blooming          | 2 - 1     | Oriente Petrolero | 5 de noviembre de 2023   | Fernando Arismendi (45) y Gastón Rodríguez (54)                                                  | Jonatan Cristaldo (32)                                                              |
| 194. | Apertura 2024       | 3                        | Blooming          | 2 - 1     | Oriente Petrolero | 25 de febrero de 2024    | Richet Gómez (29) y César Menacho (38)                                                           | Hugo Rojas (25)                                                                     |
| 195. | Apertura 2024       | 5                        | Oriente Petrolero | 0 - 0     | Blooming          | 10 de marzo              |                                                                                                  |                                                                                     |
| 196. | Clausura 2024       | 11                       | Oriente Petrolero | 0 - 1     | Blooming          | 11 de agosto de 2024     |                                                                                                  | Othoniel Arce (8)                                                                   |
| 197. | Clausura 2024       | 26                       | Blooming          | 0 - 0     | Oriente Petrolero | 8 de diciembre de 2024   |                                                                                                  |                                                                                     |
| 198. | 2025                | 11                       | Blooming          | 2 - 1     | Oriente Petrolero | 22 de junio de 2025      | Marc Enoumba (37) y Samuel Garzón (62)                                                           | Ricardo Centurión (13)                                                              |

### Copas nacionales
| N.° | Torneo         | Jornada | Local             | Resultado | Visitante         | Fecha               | Goles (L)                                                       | Goles (V)                               |
| --- | -------------- | ------- | ----------------- | --------- | ----------------- | ------------------- | --------------------------------------------------------------- | --------------------------------------- |
| 1.  | Copa Liga 1979 | 1       | Blooming          | 4 - 2     | Oriente Petrolero | 26 de abril de 1979 | Milton Melgar, Silvio Rojas, Carlos Uganet y Horacio Baldessari | Arturo Saucedo Landa y Antonio Gottardi |
| 2.  | Copa Liga 1979 | 4       | Oriente Petrolero | 0 - 4     | Blooming          | 17 de mayo de 1979  |                                                                 |                                         |

### Copas internacionales
| N.º | Torneo                 | Jornada | Local             | Resultado | Visitante         | Fecha               | Goles (L)            | Goles (V)         |
| --- | ---------------------- | ------- | ----------------- | --------- | ----------------- | ------------------- | -------------------- | ----------------- |
| 1.  | Copa Libertadores 1985 | 1       | Blooming          | 1 - 1     | Oriente Petrolero | 12 de marzo de 1985 | Rolando Coimbra (57) | Hebert Hoyos (41) |
| 2.  | Copa Libertadores 1985 | 4       | Oriente Petrolero | 0 - 1     | Blooming          | 21 de marzo de 1985 |                      | Silvio Rojas (86) |

### Liguilla Pre-Sudamericana
| N.º | Torneo | Jornada | Local             | Resultado | Visitante         | Fecha               | Goles (L)                                                        | Goles (V)             |
| --- | ------ | ------- | ----------------- | --------- | ----------------- | ------------------- | ---------------------------------------------------------------- | --------------------- |
| 1.  | 2003   | 1       | Oriente Petrolero | 0 - 0     | Blooming          | 17 de julio de 2003 |                                                                  |                       |
| 2.  | 2003   | 2       | Blooming          | 3 - 2     | Oriente Petrolero | 20 de julio de 2003 | Julio César Cortez (3), José María Paz (46) y Carlos Suárez (89) | Roger Suárez (48, 87) |

### Play-Offs
| N.° | Torneo                  | Local             | Resultado | Visitante         | Fecha                   | Goles (L)                                 | Goles (V)                                          |
| --- | ----------------------- | ----------------- | --------- | ----------------- | ----------------------- | ----------------------------------------- | -------------------------------------------------- |
| 1.  | Play-Offs 2008          | Blooming          | 3 - 3     | Oriente Petrolero | 10 de noviembre de 2008 | Carlos Saucedo (57), Luis Vieira (85, 89) | Jhasmani Campos (35), Marcelo Aguirre (54, 66 pen) |
| 2.  | Play-Offs 2008          | Oriente Petrolero | 1 - 2     | Blooming          | 16 de noviembre de 2008 | Juan Grabowski 15                         | Luiz Vieira (59), Carlos Saucedo (83)              |
| 3.  | Play-Offs 2009          | Oriente Petrolero | 1 - 0     | Blooming          | 1 de noviembre de 2009  | Joselito Vaca (71)                        |                                                    |
| 4.  | Play-Offs 2009          | Blooming          | 1 - 1     | Oriente Petrolero | 4 de noviembre de 2008  | Damián Akerman (6)                        | Joselito Vaca (7)                                  |
| 5.  | Torneo de Invierno 2010 | Blooming          | 1 - 2     | Oriente Petrolero | 16 de junio de 2010     | Gualberto Mojica (37)                     | Alcides Peña (34), Jorge Ramírez (51)              |
| 6.  | Torneo de Invierno 2010 | Oriente Petrolero | 0 - 1     | Blooming          | 20 de junio de 2010     |                                           | Alfredo Castillo (41)                              |

### Torneos amistosos
| N.º | Torneo                   | Fecha                    | Local             | Resultado           | Visitante         | Goles (L)                                                                        | Goles (V)                                                                      |
| --- | ------------------------ | ------------------------ | ----------------- | ------------------- | ----------------- | -------------------------------------------------------------------------------- | ------------------------------------------------------------------------------ |
| 1   | Copa Aerosur 2004        | 21 de enero de 2004      | Oriente Petrolero | 2–0                 | Blooming          | Fabio Giménez (38), Federico Astudillo( 40)                                      |                                                                                |
| 2   | Copa Aerosur 2004        | 25 de enero de 2004      | Blooming          | 0–0                 | Oriente Petrolero |                                                                                  |                                                                                |
| 3   | Copa Aerosur 2005        | 26 de enero de 2005      | Blooming          | 1–3                 | Oriente Petrolero | Joselito Vaca (83)                                                               | Oscar Espinola (38, 87), Jorge Ortiz (og)                                      |
| 4   | Copa Aerosur 2005        | 4 de febrero de 2005     | Oriente Petrolero | 2–0                 | Blooming          | Juan Carlos Arce(69), Martin Palavicini(76)                                      |                                                                                |
| 5   | Copa Aerosur 2006        | 16 de enero de 2006      | Oriente Petrolero | 0–1                 | Blooming          |                                                                                  | Raymundo Barboza (78)                                                          |
| 6   | Copa Aerosur 2006        | 19 de enero de 2006      | Blooming          | 2–1                 | Oriente Petrolero | Lisandro Sacripanti (20), Gualberto Mojica (90)                                  | Martin Palavicini (7)                                                          |
| 7   | Copa Aerosur 2007        | 17 de enero de 2007      | Blooming          | 3–1                 | Oriente Petrolero | Alex Da Rosa (11), Cristian Wernly (14), Jorge Ortiz (37)                        | Victor Hugo Cabrera (87)                                                       |
| 8   | Copa Aerosur 2007        | 21 de enero de 2007      | Oriente Petrolero | 2–0 (4:3 p.)        | Blooming          | José Alfredo Castillo (44), Jhasmani Campos (66)                                 |                                                                                |
| 9   | Copa Aerosur 2008        | 21 de enero de 2008      | Oriente Petrolero | 4–0                 | Blooming          | Limberg Gutiérrez (11), Jhasmani Campos (54, 68), Alejandro Schiapparelli (82og) |                                                                                |
| 10  | Copa Aerosur 2008        | 24 de enero de 2008      | Blooming          | 2–1 (3:2 p.)        | Oriente Petrolero | Alejandro Gómez (31), Anderson Gonzaga (54)                                      | )Robinson Da Silva (90+1)                                                      |
| 11  | Copa Aerosur 2009        | 19 de enero de 2009      | Blooming          | 1–0                 | Oriente Petrolero | Alejandro Gómez (34)                                                             |                                                                                |
| 12  | Copa Aerosur 2009        | 23 de enero de 2009      | Oriente Petrolero | 2–0 (2:3, Shootout) | Blooming          | Miguel Cuéllar, Gualberto Mojica (56)                                            |                                                                                |
| 13  | Copa Aerosur 2010        | 21 de enero de 2010      | Blooming          | 3–1                 | Oriente Petrolero | Juan Carlos Sánchez (27), Luis Sillero (32), José Luis Chávez (49)               | Marcelo Aguirre (62pen)                                                        |
| 14  | Copa Aerosur 2010        | 24 de enero de 2010      | Oriente Petrolero | 1–1                 | Blooming          | Juan Carlos Arce (30)                                                            | José Luis Chávez (23)                                                          |
| 15  | Copa Aerosur 2011        | 3 de agosto de 2011      | Blooming          | 2–2                 | Oriente Petrolero | Hernan Boyero (3), Alejandro Gómez (26)                                          | Alejandro Delorte (17),Juan Carlos Arce (34)                                   |
| 16  | Copa Aerosur 2011        | 7 de agosto de 2011      | Oriente Petrolero | 1–0                 | Blooming          | Alejandro Delorte (67)                                                           |                                                                                |
| 17  | Copa Cine Center 2012    | 30 de junio de 2012      | Oriente Petrolero | 0–0                 | Blooming          |                                                                                  |                                                                                |
| 18  | Copa Cine Center 2012    | 3 de julio de 2012       | Blooming          | 0–3                 | Oriente Petrolero |                                                                                  | Alcides Peña (56), David Díaz (68og), Gualberto Mojica (72)                    |
| 19  | Copa Cine Center 2013    | 6 de julio de 2013       | Blooming          | 0–1                 | Oriente Petrolero |                                                                                  | Yasmani Duk (63)                                                               |
| 20  | Copa Cine Center 2013    | 10 de julio de 2013      | Oriente Petrolero | 1–1                 | Blooming          | Lucas Díaz (34)                                                                  | Miguel Loaiza (19)                                                             |
| 21  | Torneo de Invierno 2014  | 10 de julio de 2014      | Blooming          | 1–1                 | Oriente Petrolero | Denis Pinto (9)                                                                  | Rodrigo Vargas (16)                                                            |
| 22  | Torneo de Invierno 2014  | 13 de julio de 2014      | Oriente Petrolero | 2–0                 | Blooming          | Matías García (1), Alejandro Meleán (76)                                         |                                                                                |
| 23  | Copa Cine Center 2015    | 12 de julio de 2015      | Oriente Petrolero | 0–0                 | Blooming          |                                                                                  |                                                                                |
| 24  | Copa Cine Center 2015    | 19 de julio de 2015      | Blooming          | 2–0                 | Oriente Petrolero | Carlos Saucedo (51), Pablo Salinas (87)                                          |                                                                                |
| 25  | Copa Cine Center 2016    | 10 de julio de 2016      | Blooming          | 0–2                 | Oriente Petrolero |                                                                                  | Gonzalo Sena (48), Carmelo Algarañaz (53)                                      |
| 26  | Copa Cine Center 2016    | 17 de julio de 2016      | Oriente Petrolero | 1–0                 | Blooming          | Gonzalo Sena (19)                                                                |                                                                                |
| 27  | Copa Santa Cruz 2020     | 27 de septiembre de 2020 | Oriente Petrolero | 1–2                 | Blooming          | Daniel Rojas (11)                                                                | Rafinha (57, 63)                                                               |
| 28  | Copa Santa Cruz 2020     | 4 de octubre de 2020     | Blooming          | 2–4 (5:4 p.)        | Oriente Petrolero | Marcelo Suárez (23og), Clody Menacho (61)                                        | Carmelo Algarañaz (3pen, 45), Juan Carlos Montenegro (12), Santos Navarro (33) |
| 29  | Summer Cup Radisson 2022 | 23 de enero de 2022      | Blooming          | 1–2                 | Oriente Petrolero | Fernando Arismendi (45+1)                                                        | Hugo Dorrego (60), Ronaldo Sánchez (65)                                        |
| 30  | Summer Cup Radisson 2022 | 27 de julio de 2022      | Oriente Petrolero | 1–1                 | Blooming          | Facundo Suárez (87)                                                              | Jefferson Tavarez (68)                                                         |

### Evolución del clásico
Para las siguientes estadísticas solo se tienen en cuenta los partidos oficiales entre ambos equipos por competiciones oficiales: Primera división, torneo Play-Off y Copa Libertadores, no se toma en cuenta los enfrentamientos de la Asociación Cruceña por razones ya mencionadas.
| Década    | Victorias de Blooming | Empates | Victorias de Oriente | Diferencia en el historial |
| --------- | --------------------- | ------- | -------------------- | -------------------------- |
| 1960-1969 | 1                     | 1       | 0                    | +1 (1–0)                   |
| 1970-1979 | 5                     | 2       | 6                    | 0 (6–6)                    |
| 1980-1989 | 11                    | 17      | 14                   | +3 (17–20)                 |
| 1990-1999 | 7                     | 15      | 18                   | +14 (24–38)                |
| 2000-2009 | 21                    | 17      | 20                   | +13 (45–58)                |
| 2010-2019 | 14                    | 9       | 17                   | +16 (59–75)                |
| 2020-2029 | 6                     | 5       | 4                    | +13 (66–79)                |

- Blooming obtuvo más victorias en 2 décadas, Oriente Petrolero lo hizo en 4 décadas.
- Blooming lideró el historial en 1 década, mientras que Oriente Petrolero lo hizo en 4 décadas y solo en 1 década el historial se mantuvo sin diferencias.

## Dimensión
La relevancia de este enfrentamiento fue creciendo tanto hasta convertirse en la rivalidad futbolística —y/o deportiva— más intensa y apasionante del país, el duelo se ha ganado el denominativo de «Superclásico cruceño», cuya denominación trasciende a inicios del siglo XXI.
En 2016 la revista británica FourFourTwo, llegó a catalogarlo como el cuadragésimo noveno derbi más sentido del mundo, el único de Bolivia mencionado en la lista de la prestigiosa revista. Mientras que en 2023 fue catalogado por El Deportivo de Chile como el décimo mejor clásico del continente.
Es reconocido por distintos personajes en el ámbito futbolístico de Bolivia como el clásico más intenso, emotivo, apasionante e importante del país. Entre ellos se encuentran el entrenador Eduardo Villegas, el técnico más laureado del fútbol boliviano y el exfutbolista Christian Vargas, que es el único jugador que tuvo la posibilidad de jugar en los cuatro derbis que tiene el país —en la actualidad—.

"Es una sensación muy especial. Me tocó vivirlo por primera vez (como técnico) y quedé impresionado. El clásico cruceño pasó al frente hace una década, en sustitución del paceño, que se vivió al máximo hasta principios del 2000."
Eduardo Villegas. 2014.

“Todos los clásicos tienen su condimento especial, pero el más intenso y colorido es el cruceño. Allá los hinchas y los equipos lo viven de otra manera, ese encuentro es a muerte.”
Christian Vargas. 2020.

“Anécdotas, polémicas, grandes jugadores y partidos inolvidables lo convirtieron en el duelo más importante de Santa Cruz y el clásico más apasionante de Bolivia.”
Diario El Deber. Santa Cruz.

## Récords del Clásico

### Máximos goleadores
Los mayores goleadores de los enfrentamientos son Raúl Horacio Baldessari y Gualberto Mojica ambos con 12 goles, seguidos por el brasileño Sebastião Carlos da Silva con 11 goles.
| Jugador                   | Club                                | Total |
| ------------------------- | ----------------------------------- | ----- |
| Horacio Baldessari        | Oriente Petrolero (12) Blooming (5) | 17    |
| Gualberto Mojica          | Blooming (8) Oriente Petrolero (9)  | 17    |
| Sebastião Carlos da Silva | Oriente Petrolero                   | 11    |

| \| # \| Fecha \| Jugador \| Equipo \| Goles \| Resultado \| Competición \| Nota(s) \| \| - \| ---------- \| ------------------ \| ----------------- \| ----- \| --------- \| ------------- \| ------- \| \| 1 \| 30-7-1961 \| Walter Banegas \| Oriente Petrolero \| \| 8 - 2 \| ACF 1961 \| \| \| 2 \| 8-4-1984 \| Víctor Hugo Antelo \| Oriente Petrolero \| \| 3 - 6 \| Liga 1984 \| \| \| 3 \| 13-4-2006 \| Gualberto Mojica \| Blooming \| \| 4 - 1 \| Clausura 2006 \| \| \| 4 \| 13-12-2015 \| Sergio Almirón \| Oriente Petrolero \| \| 4 - 2 \| Apertura 2015 \| \| |            |                    |                   |       |           |               |         |
| # | Fecha      | Jugador            | Equipo            | Goles | Resultado | Competición   | Nota(s) |
| 1 | 30-7-1961  | Walter Banegas     | Oriente Petrolero |       | 8 - 2     | ACF 1961      |         |
| 2 | 8-4-1984   | Víctor Hugo Antelo | Oriente Petrolero |       | 3 - 6     | Liga 1984     |         |
| 3 | 13-4-2006  | Gualberto Mojica   | Blooming          |       | 4 - 1     | Clausura 2006 |         |
| 4 | 13-12-2015 | Sergio Almirón     | Oriente Petrolero |       | 4 - 2     | Apertura 2015 |         |

### Jugadores con mayor cantidad de encuentros disputados
El jugador con más encuentros disputados en la historia del clásico es Joselito Vaca, con 74 partidos.
| Jugador            | Club                                 | Total |
| ------------------ | ------------------------------------ | ----- |
| Joselito Vaca      | Blooming (48) Oriente Petrolero (26) | 74    |
| Miguel Ángel Hoyos | Oriente Petrolero                    | 44    |
| Wilson Ávila       | Oriente Petrolero (37) Blooming (6)  | 43    |

### Jugadores que han militado en ambos clubes
| Lista incompleta |
| --- |
| A - Miguel Aguilar - Sergio Almirón - Lorgio Álvarez - Célio Alves - Augusto Andaveris - Víctor Hugo Antelo - Juan Carlos Arce - Carlos Erwin Arias - Wilson Ávila B - Raúl Horacio Baldessari - Hugo Bargas - Joel Bejarano C - Abraham Cabrera - Diego Cabrera - José Alfredo Castillo - Mario Cuéllar D - Gabriel D'Ascanio F - José Carlo Fernández G - Limberg Gutiérrez H - Pedro Higa I - Andrés Imperiale J - Raúl Justiniano M - José Milton Melgar - Martín Menacho - Gualberto Mojica - Adhemir Ñarri Méndez - Edú Monteiro N - Santos Navarro - Miguel Ángel Noro O - Osvaldo Ozzán P - Roly Paniagua - Guillermo Álvaro Peña - Darwin Peña - José Peñarrieta - Julio César Pérez - Mario Pinedo - Denis Pinto Q - Romel Quiñonez R - Ronald Rea - Oscar Ribera - Erwin Romero S - Fernando Saldías - Carlos Saucedo - Mauricio Saucedo - Alejandro Schiapparelli - Roly Sejas - Berthy Suárez - Roger Suárez T - René Domingo Taritolay - Rubén Tufiño U - Richard Uriona V - Daniel Vaca - Joselito Vaca Z - Wilder Zabala |

### Mayores goleadas
| Local             | Resultado | Visitante         | Categoría        | Fecha                    |
| ----------------- | --------- | ----------------- | ---------------- | ------------------------ |
| Oriente Petrolero | 8-2       | Blooming          | ACF              | 29 de julio de 1961      |
| Oriente Petrolero | 2-6       | Blooming          | Primera División | 1967                     |
| Oriente Petrolero | 6-0       | Blooming          | ACF              | 7 de julio de 1973       |
| Blooming          | 6-3       | Oriente Petrolero | Primera División | 8 de abril de 1984       |
| Blooming          | 5-0       | Oriente Petrolero | Primera División | 19 de enero de 1994      |
| Oriente Petrolero | 5-1       | Blooming          | Primera División | 27 de septiembre de 1995 |
| Blooming          | 2-5       | Oriente Petrolero | Primera División | 14 de diciembre de 1997  |

### Campeón con ambos equipos
| Jugador              | Blooming                                     | Oriente Petrolero     |
| -------------------- | -------------------------------------------- | --------------------- |
| Rolando Coimbra      | Primera División 1984                        | Primera División 1990 |
| José Milton Melgar   | Primera División 1984                        | Primera División 1990 |
| Wilson Ávila         | Primera División 1999                        | Primera División 1990 |
| José Carlo Fernández | Primera División 1998, Primera División 1999 | Clausura 2010         |
| Pedro Higa           | Apertura 2005                                | Primera División 2001 |
| Roger Suárez         | Clausura 2009                                | Primera División 2001 |
| Joselito Vaca        | Apertura 2005                                | Clausura 2010         |
| Gualberto Mojica     | Apertura 2005                                | Clausura 2010         |

### Rachas invictas
| Club | Desde                    | Hasta                   | Días | Récord                      |
| ---- | ------------------------ | ----------------------- | ---- | --------------------------- |
| OP   | 18 de septiembre de 2011 | 22 de noviembre de 2014 | 1161 | (13) 9 victorias, 4 empates |
| OP   | 13 de marzo de 1994      | 7 de marzo de 1997      | 1090 | (12) 9 victorias, 3 empates |
| BLO  | 13 de agosto de 2017     | 30 de noviembre de 2019 | 839  | (9) 6 victorias, 3 empates  |
| BLO  | 13 de septiembre de 1998 | 9 de septiembre de 2000 | 727  | (8) 2 victorias, 6 empates  |

## Comparativa entre equipos

### Palmarés
| Competición                          | Blooming | Oriente Petrolero |
| Campeonato Boliviano de Fútbol       | 5        | 5                 |
| ------------------------------------ | -------- | ----------------- |
| Torneos anuales                      | 3        | 4                 |
| Torneos cortos                       | 2        | 1                 |
| Campeonato cruceño                   | 7        | 11                |
| Campeonato amateur de Santa Cruz     | 5        | 4                 |
| Campeonato profesional de Santa Cruz | 2        | 7                 |
| Torneos Interregionales              | 0        | 1                 |
| Torneo Integrado ACF-AFC             | 0        | 1                 |
| Total                                | 12       | 17                |

#### Por décadas
La siguiente tabla muestra los títulos conseguidos por ambos clubes organizados por décadas:
Nota: No se incluyen competiciones amistosas o regionales.
| Década    | Blooming | Oriente Petrolero | Total | Total |
| --------- | -------- | ----------------- | ----- | ----- |
| 1950-1960 | 0        | 0                 | (0–0) |       |
| 1960-1970 | 0        | 0                 | (0–0) |       |
| 1970-1980 | 0        | 2                 | (0–2) |       |
| 1980-1990 | 1        | 0                 | (1–2) |       |
| 1990-2000 | 2        | 1                 | (3–3) |       |
| 2000-2010 | 2        | 2                 | (5–5) |       |
| 2010-2020 | 0        | 0                 | (5–5) |       |
| 2020-Act. | 0        | 0                 | (5–5) |       |

### Tablas comparativas entre ambos equipos
| Asunto                                                 | Blooming          | Oriente Petrolero      |
| ------------------------------------------------------ | ----------------- | ---------------------- |
| Fundación                                              | 1 de mayo de 1946 | 5 de noviembre de 1955 |
| Temporadas en Primera División                         | 63                | 73                     |
| Puesto histórico                                       | 4.°               | 3.°                    |
| Temporadas en categorías de ascenso por descenso       | 1                 | 0                      |
| Goleadores en Primera División                         | 7                 | 6                      |
| Goleadores en Copa Libertadores                        | 1                 | 0                      |
| Participaciones en Copa Libertadores                   | 7                 | 21                     |
| Participaciones en Copa Sudamericana                   | 7                 | 9                      |
| Participaciones en Copa Merconorte                     | 1                 | 1                      |
| Participaciones en Copa Conmebol                       | 0                 | 2                      |
| Ranking continental del siglo XX                       | 63.º              | 72.º                   |
| Ranking continental de la primera década del siglo XXI | 99.º              | 73.º                   |
| Títulos Nacionales oficiales                           | 5                 | 5                      |
| Subtítulos Nacionales oficiales                        | 3                 | 15                     |